# Zlatorog (opera)
Zlatorog je opera v treh dejanjih s prologom Viktorja Parme. Libreto je po slovenski pravljici o Zlatorogu napisal Richard Brauer, iz nemščine ga je v slovenščino nato prevedel Cvetko Golar. Parma je opero komponiral v letih 1918-1919, krstna predstava je bila v ljubljanski Operi 17. marca 1921. Uspeh je bil velik, saj so opero ponovili kar petnajstkrat.
Za karakterizacijo oseb je skladatelj uporabil pomenske motive in njihovo prepletanje skozi celotno opero. Opustil je ločevanje glasbenih točk, vsaka slika deluje kot samostojna celota.
Nazadnje so opero uprizorili februarja 2009 v Mariboru.

## Osebe
- Katra, krčmarica - mezzosopran
- Jerica, njena hči - sopran
- Janez, lovec - tenor
- Špela, planšarica - alt
- Jaka, planšar - bas
- Tondo, lovec - bariton
- Marko, beneški trgovec - bariton
- beneški trgovci
- učitelj
- rojenice
- strelci, gostje, otroci

## Vsebina
Godi se na planinah pod Triglavom in v Soški dolini sredi 18. stoletja.

### Prolog
Na Komni.
V planšarsko kočo pod Triglavom pride lovec Janez prenočevat. Stari planšar Jaka in mlada planšarica Špela ga prijazno pozdravita, občudujeta lovski plen in povabita Janeza za mizo. Jaka pripoveduje o prekrasnem vrtu pod Triglavom, o kraljestvu belih žen, rojenic. Čreda belih divjih koz, na čelu jim Zlatorog, čuva ta raj. Jaka svari Janeza, naj nikar ne strelja na Zlatoroga, kajti iz krvi ranjenega Zlatoroga vzklije triglavska roža, ki jo Zlatorog poje in nato zopet ozdravi, strelec pa pogine. Oni pa, komur so stale ob zibeli rojenice, premaga Zlatoroga in odklene z njegovim zlatim rogom jamo v Bogatinu, kjer se nahaja ogromen zaklad. — Jaka se poslovi in gre počivat. Janez se dobrika Špeli, ona pa, kljub temu da ga ima rada, mu želi lahko noč, ter odide. Janez leže utrujen na preprosto ležišče, zaspi in sanja o rojenicah in Zlatorogu.

### Prvo dejanje
Most čez Sočo.
Pred gostilno ob soškem mostu ljudstvo popiva in pleše, bogata krčmarica Katra je podarila svilen plašč za soho Jezuščka, zato ji poje slavo šolska mladina, nakar Katra učitelja in otroke pogosti. Prihajajoči mladenič Tondo se jezi, da pri tekmovalnem streljanju nikdar ni zadel, pač pa je trikrat zadel tuj lovec iz Trente in prejel vse tri dobitke. Zdajci privre vesela družba strelcev, proslavljajoč zmagovalca Janeza, lovca iz Trente. Ko stopi na prag krčme Jerica, jo Janez ves omamljen občuduje - ali tudi Jerica čuti, da njej utriplje srce za Janeza. Janez prosi mater Katro, naj mu dovoli plesati z Jerico, kar pa Katra šele po daljšem odporu dovoli.

### Drugo dejanje
V gostilni.
Janez pride že na vse zgodaj povpraševat po Jerici, Špela mu odgovarja porogljivo. Ko vstopi Jerica, hiti Janez k njej, oba si srečna zatrjujeta večno ljubezen. Janez ji podari šopek cvetic in odide. Špela, ki ljubi Janeza, zbada Jerico, češ da je zvest le tisti mladenič, ki so mu stale ob zibeli rojenice. Jerica nato pove, da so stale Janezu rojenice ob zibeli, on sam da ji je rekel in ji celo podaril cvetic iz kraljestva rojenic. Špela pa se še dalje roga in meni, da bi bil Janez moral prinesti blesteče diamante iz Bogatina, če bi bil varovanec rojenic. Na cesti zadoni poštni rog; prišla je pošta in z njo petero beneških trgovcev, med njimi je bogati Marko. Jerica natoči gostom vina, Marko ji nazdravi. Takoj razodene mahoma vzplamenelo ljubezen in ji podari za spomin zlato verižico, ki jo Jerica očarana sprejme. Vstopi Janez in vidi vse to, zato prosi Jerico, naj vrne verižico, sicer pogubi njuno srečo. Jerica pa ga ne posluša, nakar Janez užaljen odide.

### Tretje dejanje
V kraljestvu rojenic.
Planinske cvetice počivajo. Prebujene po jutranji zarji začno svoj ples, ki ga končajo po prihodu rojenic. Ko se prikažejo planinske koze z Zlatorogom, se strnejo vse cvetice okrog njih in polagoma izginejo. Janez namerava ustreliti Zlatoroga. Špela ga svari, on pa je ne posluša, ustreli in takoj pade mrtev v prepad. Obupana Špela ga išče in končno najde mrtvega. Zbor rojenic oznani, da se je izpolnilo Zlatorogovo maščevanje.